# Lord-lieutenant de Leitrim
Ceci est une liste de personnes qui ont servi comme Lord Lieutenant de Leitrim. L'office a été créé le 23 août 1831. Les nominations au poste se sont terminées par la création de l'État libre d'Irlande en 1922.
- Nathaniel Clements, 2e comte de Leitrim 7 octobre 1831 – 31 décembre 1854
- Edward King Tenison 31 janvier 1855 – décembre 1856
- George Forbes, 7e comte de Granard 4 décembre 1856 – septembre 1872
- Thomas Southwell, 4e vicomte Southwell 10 septembre 1872 – 26 avril 1878
- William Ormsby-Gore, 2e baron Harlech 27 juin 1878 – 25 juin 1904
- George Ormsby-Gore, 3e baron Harlech 19 août 1904 – 1922